# Hagbyhöjden
Hagbyhöjden is een plaats in de gemeente Österåker in het landschap Uppland en de provincie Stockholms län in Zweden. De plaats heeft 335 inwoners (2005) en een oppervlakte van 13 hectare.